# Jochen Vieten
Jochen Vieten (Hinsbeck, 28 augustus 1952) is een voormalig Duitse voetbalkeeper die tijdens zijn profloopbaan uitsluitend voor FC VVV uitkwam.

## Loopbaan
Vieten was bij VVV lange tijd derde keus bij de Venlose club. Op de 2e speeldag van het seizoen 1976/77 maakte hij vanwege blessures van Eddy Sobczak en Hennie Ardesch zijn competitiedebuut in een uitwedstrijd bij N.E.C. (7-1 nederlaag). Uiteindelijk keepte hij 54 wedstrijden namens VVV in de Eredivisie. Na de degradatie in 1979 begon de Duitser aanvankelijk als eerste doelman aan het seizoen. Nadat Vieten tijdens de wedstrijd Fortuna Sittard - FC VVV op 29 augustus 1979 uitviel met een dubbele neusbreuk, werd hij vervangen door Tom Tullemans die de rest van het seizoen onder de lat bleef staan. In 1980 vertrok Vieten naar de amateurs van SV Panningen, waar hij drie jaar later zijn keepersloopbaan leek te moeten beëindigen vanwege rugklachten. Na een jaar rustpauze keerde hij toch weer terug om nog eens drie seizoenen het Panningse doel te verdedigen.

## Profstatistieken
| Seizoen         | Club            | Competitie      | Competitie | Competitie | Beker | Beker | Overige | Overige | Totaal | Totaal |
| Seizoen         | Club            | Competitie      | Wed.       | Dlp.       | Wed.  | Dlp.  | Wed.    | Dlp.    | Wed.   | Dlp.   |
| --------------- | --------------- | --------------- | ---------- | ---------- | ----- | ----- | ------- | ------- | ------ | ------ |
| 1973/74         | FC VVV          | Eerste divisie  | 0          | 0          | 0     | 0     | —       | —       | 0      | 0      |
| 1974/75         | FC VVV          | Eerste divisie  | 0          | 0          | 0     | 0     | —       | —       | 0      | 0      |
| 1975/76         | FC VVV          | Eerste divisie  | 0          | 0          | 0     | 0     | 0       | 0       | 0      | 0      |
| 1976/77         | FC VVV          | Eredivisie      | 20         | 0          | 1     | 0     | —       | —       | 21     | 0      |
| 1977/78         | FC VVV          | Eredivisie      | 17         | 0          | 1     | 0     | 2       | 0       | 20     | 0      |
| 1978/79         | FC VVV          | Eredivisie      | 17         | 0          | 0     | 0     | —       | —       | 17     | 0      |
| 1979/80         | FC VVV          | Eerste divisie  | 4          | 0          | 0     | 0     | —       | —       | 4      | 0      |
| Carrière totaal | Carrière totaal | Carrière totaal | 58         | 0          | 2     | 0     | 2       | 0       | 62     | 0      |